# Il trono dei poveri
Il trono dei poveri è un romanzo politico di Marino Moretti, scritto e pubblicato nel 1928. È l'unico romanzo italiano ambientato a San Marino.

## Edizioni
- Marino Moretti, Il trono dei poveri, Fratelli Treves, 1928,  p. 318.